# 향약
향약(鄕約)은 조선시대 향촌 사회의 자치규약으로, 조선 중기 지방 사림이 농민·노비 등 하층민에 대한 지배를 강화하기 위하여 유교 윤리를 기반으로 향촌의 공동 조직을 재구성한 것이다. 서원과 함께 향촌 사회에서 사림의 지위를 강화하는 데 기여하였다.

## 조광조와 향약
중종 때 조광조 일파가 처음 시행한 향약은 훈구 대신의 비리를 시정하기 위해 그들과 연결된 지방 토호들의 향권을 빼앗아 정치 이상을 실현하고자 하는 데 목적을 둔 것이다. 그래서 조광조 일파는 신분보다 나이를 존중하는 《여씨향약(呂氏鄕約)》을 《소학(小學)》과 함께 국문으로 번역하여 전국적으로 보급하고, 관권보다 더 강력한 처벌권을 발동하여 토호들의 횡포를 막으려 했다. 그러나 그러한 급진성 때문에 도리어 보수 세력의 반발을 받아 조광조 일파의 몰락과 함께 폐지되고 말았다.(기묘사화) 결과적으로 조광조 시기에 향약은 전국적으로 보급되지 못했다.

## 특징
다양한 형태의 향약이 만들어져 군현이나 작은 마을을 단위로 하여 시행되었다. 향약의 시행과 병행하여 지방 양반의 명부인 향안을 만들고, 양반의 자치기구인 향회를 조직하여 공론을 모으고, 유향소의 향권을 장악하였다.
이제는 훈척이나 토호의 횡포를 막는 데 목적을 둔 것이 아니라, 수령과의 유대를 강화하고 이미 세력이 커진 사족의 친족과 결속을 강화하며, 평민과 노비를 사족이 통제하고, 예로부터 내려오는 미풍양속인 상부상조의 ‘계’조직을 향약 속에 흡수하여 소농민의 생활을 통제하는 데 주안점을 두었다.
특히 이러한 성격의 향약은 선조 때 이이가 창안한 여러 향약을 토대로 하여 기호 지방에 널리 퍼졌고, 영남 지방에서는 경제적 상부상조보다는 도덕 질서와 계급 질서의 안정에 주안점을 둔 이황의 향약이 큰 영향을 주었다. 선조 때 향약이 전국에 보급되었다.
김안국이 붕우유신과 장유유서를 강조하는 《이륜행실》을 널리 보급한 것도 향촌 질서의 안정을 목표로 한 것이었다. 16세기 후반에 향약이 정착됨에 따라 관과 민으로 구분되던 지금까지의 계급관계는 사족과 하인(평민과 노비)이 대응하는 새로운 계급질서를 고착화시키는 계기를 만들었다.
이는 경제적으로 보면 지주와 소작인의 관계가 정착되어가는 추세와 서로 맞물려 있다. 원래 예로부터 죽은 사람의 장례를 서로 도와주고, 종교적 축제를 같이 하며 농사일을 도와주는 공동체 조직이 있어 이를 ‘두레’, ‘향도’, ‘사’, 혹은 ‘계’라고 했는데, 향약은 그 공동체의 규모를 줄이고, 삼강오륜의 도덕규범을 따르지 않는 자를 재판해서 벌을 주거나 마을에서 쫓아내기도 해 축제적 성격보다는 교화와 통제의 성격을 강하게 띠었다.

### 향약의 덕목
- 덕업상권(德業相勸) : 좋은 일은 서로 권한다.
- 과실상규(過失相規) : 잘못은 서로 규제한다.
- 예속상교(禮俗相交) : 예의 바른 풍속으로 서로 교제한다.
- 환난상휼(患難相恤) : 어려운 일이 있으면 서로 돕는다.

## 폐단
16세기 초에 개혁적인 의미를 지니고 시작되었던 향약은 지방 사림이 보수화되는 추세에 따라 폐쇄성이 점차 강화되고 농민에 대한 통제의 기능이 커지기 시작하여 조선 후기에는 농민 수탈의 도구로 전락해 갔다. 18세기 말 19세기 초의 실학자 정약용이 향약의 폐단이 도둑보다 심하다고 한 것은 그러한 사정을 말해준다.

## 문화재 지정

### 보물
- 태인 고현동 향약 - 보물 제1181호

### 시도 유형문화재
- 상주증손향약 - 경상북도 유형문화재 제216호
- 남원 원동향약 - 전라북도 유형문화재 제146호
- 의령 향약사창계 절목 - 경상남도 유형문화재 제285호

### 시도 문화재자료
- 남해 남면 향약계 관련 자료 - 경상남도 문화재자료 제44호
- 순천 향약재 - 전라남도 문화재자료 제141호

## 같이 보기
- 향청
- 두레

## 참고 자료
- 이 문서에는 다음커뮤니케이션(현 카카오)에서 GFDL 또는 CC-SA 라이선스로 배포한 글로벌 세계대백과사전의 "〈양반관료의 대립과 분열〉" 항목을 기초로 작성된 글이 포함되어 있습니다.